# II-divisioona
Die II-divisioona ist die vierthöchste Eishockeyliga in Finnland.

## Mannschaften 2010/11

### Gruppe 1 (Süd)
| - GrIFK Hockey - Haukat Järvenpää 2 - Mäntsälän Jää-Tiikerit - Kellokosken Alku - Kiekko-Vantaa - Los Tapiolas Kings - Peltosaaren Nikkarit - Nummelan Palloseura - PEPO Hockey - Heinolan Tinatuopit - Oriveden Fortuna - HC Nokia - Hiki-Hockey - Hämeenkyrön Hokkarit - Hämeenlinnan Pallokerho 2 - Jämsän Kiekko-Sudet - Keuruun Pallo - Ruoveden Seurakunnan Atleetit - Suolahden Urho - Alavuden Peli-Veikot - Hela-Kiekko - IK Kronan - Ähtärin Kiekko-Haukat - Waasa Red Ducks - Muik Hockey - Närpes Kraft - Kurikan Ryhti - Lapuan Virkiä | - Iisalmen Peli-Karhut - Kontiolahden Kajastus - Hydraulic Oilers - Outokummun Kiekko - Pieksämäen Pallo-Sepot - Rantasalmen Urheilijat - Siilinjärven Hockey Team - Warkis - Haukiputaan Ahmat - Nivala Cowboys - Kemijärven Kiekko - Limingan Kiekko-Karhut - Kemin Lämärit - Oulun Yliopiston Urheiluseura - Kuusamon Pallo-Karhut - Pyhäjärven Pohti - Rovaniemen Kiekko - Suomussalmen Palloseura - Ylivieskan Jääkarhut - Turku Chiefs - Karhu HT - Kiekko-67 - Kiekkohait - Raision Nuorisokiekko - Tarvasjoen Urheilijat - Turun Kisa-Veikot - Urjalan Sisukiekko - Uudenkaupungin Jää-Kotkat |